# Лебедева, Ольга Владимировна
Ле́бедева О́льга Влади́мировна (род. 13 апреля 1980, Москва, РСФСР, СССР) – российский эксперт-международник, специалист в области изучения международных отношений и дипломатии, профессор кафедры дипломатии МГИМО МИД России, доктор исторических наук, ведущая авторского проекта «Персоны грата» на радиостанции Sputnik.

## Биография
Родилась в 1980 году в Москве в семье Владимира Валентиновича Лебедева, доктора физико-математических наук, член-корреспондента РАН.
В 1998 году окончила московскую школу № 56 имени академика В. А. Легасова.
В 2002 году с отличием окончила факультет Международных отношений МГИМО МИД России. С 2002 по настоящее время прошла путь от преподавателя до профессора кафедры дипломатии МГИМО.
Владеет английским и немецким языками.
С 2007 по 2019 год занимала должность заместителя декана факультета Международных отношений МГИМО, в 2019 году исполняла обязанности декана.
В 2019 году защитила докторскую диссертацию на тему «История и эволюция дипломатической службы России». Научный консультант Панов Александр Николаевич.
В 2022 — 2024 годах модерировала ряд мероприятий на Петербургском международном экономическом форуме с участием Сергея Викторовича Лаврова, Александра Анатольевича Панкина, Константина Иосифовича Косачева, Евгения Александровича Примакова, Анатолия Васильевича Торкунова, Григория Абрамовича Гурева, Владимира Ростиславовича Мединского и других российских и зарубежных государственных и политических деятелей.
За годы работы подготовила (самостоятельно и в соавторстве) несколько учебных пособий, опубликовала ряд монографий и статей по международным отношениям, дипломатии и внешней политике России.

## Публикации

### Учебные пособия и монографии
- Лебедева О. В. Дипломатическая служба России. История и современность — М.: Аспект Пресс, 2024. — 336 с. — ISBN 978-5-7567-1324-4.

- Арапова Е. Я. (гл. 8), Бобров А. К. (гл. 9), Булва В. И. (гл. 12), Калинин М. А. (гл. 3), Колпаков К. О. (гл. 5), Кузнецов А. И. (гл. 13), Лебедева О. В. (гл. 1, 3), Леонов Е. С. (гл. 11), Морозов В. М. (гл. 2), Петровский Д. И. (гл. 14), Пряхин В. Ф. (гл. 16), Райнхардт О. О. (гл. 7, 15), Столков Д. С. (гл. 6), Таран В. Е. (гл. 4), Шаталов А. С. (гл. 10), Шебалина Е. О. (гл. 2). Дипломатия новых сфер : учебное пособие для вузов / Под ред. О. В. Лебедевой. — М.: Аспект Пресс, 2024. — 240 с. — ISBN 978-5-7567-1304-6.

- Лебедева О. В. Современные методы и практики дипломатии : Учеб.пособие — М.: Аспект Пресс, 2021. — 237 с. — ISBN 978-5-7567-1118-9.

- Лебедева О. В. Консульская служба Российской Федерации на современном этапе : учебное пособие для вузов — М.: Аспект Пресс, 2018. — 255 с. — ISBN 978-5-7567-0955-1.

### Научно-популярная литература
- Бобров А. К., Лебедева О. В. Архитектура мирового порядка. Дипломатия международных отношений — М.: АСТ, 2024. — ISBN 978-5-17-157055-2.

- Бобров А. К., Лебедева О. В. Дипломатия России. От Посольского приказа до Министерства иностранных дел — М.: АСТ, 2024. — 272 с. — (Популярная политика). — 3000 экз. — ISBN 978-5-17-157054-5.